# (2551) Decabrina
(2551) Decabrina es un asteroide perteneciente al cinturón de asteroides, descubierto el 16 de diciembre de 1976 por la astrónoma soviética Liudmila Chernyj desde el Observatorio Astrofísico de Crimea.

## Designación y nombre
Designado provisionalmente como  1976 YX1. Fue nombrado Decabrina haciendo referencia a la sublevación contra la Rusia imperial conocida como Revuelta decembrista.